# Houari Boumédiène
Houari Boumédiène (àrab: هواري بومدين, Hwārī Bū-Madyan) (Guelma, 23 d'agost de 1932 - Alger, 27 de desembre de 1978) fou un polític algerià, president del seu país entre 1965 i 1978.